# José Zalazar
José Luis Zalazar Rodríguez (Montevideo, 26 ottobre 1963) è un ex calciatore uruguaiano, di ruolo attaccante.

## Palmarès

### Club

#### Competizioni nazionali
- Campionato uruguaiano: 2

Penarol: 1985, 1986